# 旧菊泉本店別邸

旧菊泉本店別邸

旧菊泉本店別邸（きゅうきくいずみほんてんべってい）は、函館市末広町に店を構えていた1882年（明治15年）創業の酒問屋の別邸。1921年（大正10年）建築の木造平屋建て住宅。1990年（平成2年）に函館市の「伝統的建造物」に指定された。その後のリノベーションにより、茶房として営業していたが、2023年9月20日をもって閉店し、2023年10月1日現在、空き家である。

## 概要
旧菊泉本店別邸の敷地は、函館市の観光エリアの一つである西部地区・元町エリアの中にあり、旧函館区公会堂から八幡坂に向かう散策コースのほぼ真ん中に位置している。
2016年、2017年にかけて放送されたテレビアニメ『ラブライブ!サンシャイン!!』に登場するスクールアイドルグループ  Saint Snowの鹿角姉妹の実家が経営する同名の甘味処のモデルに使用されたため、聖地巡礼する若者が増えたという。

## 沿革

### 創業
創業者である初代花井弥吾平(ヤゴヘイ)は、大阪府堺市にある日本酒銘酒「菊泉」の醸造元「大塚本家」に勤めていたが、販路開拓のため1882年（明治15年）11月5日、北海道に向けて出発し、同年12月7日、函館市大町29番地に菊泉堂の屋号で酒問屋を開いた。
商売が軌道に乗り始めると弟の幸吉を函館に呼び寄せた。その幸吉が店を継ぎ二代目弥吾平として商売を拡大させた。しかし、兄の初代弥吾平の死を追うように1893年（明治26年）、27歳で死去。息子の信光はまだ5歳であったため、大塚本家は本店員の林豊三郎を後任に選び渡函を命じた。

### 繁栄
林豊三郎は、当店の事業全てを譲り受け、1896年（明治29年)11月、函館市末広町104番地にて菊泉林豊三郎商店(菊泉本店)として経営を始める。取扱品は、商号にもなっている「菊泉」をはじめ「菊正宗」や「金露」などの日本酒銘酒各種、洋酒、醤油、味噌などを販売した。1907年（明治40年）6月に店舗を移転。釧路支店、小樽支店もその後開業させ、樺太にも販路を拡大した。

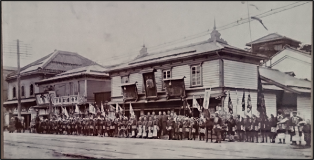
菊泉本店。現在の函館市末広町19で営業していた

### 合名会社設立
息子信光は、父である二代目弥吾平を襲名。三代目花井弥吾平として1918年（大正7年)「林合名会社」を設立し、自ら代表となり花井家に経営を戻す準備を始めた。

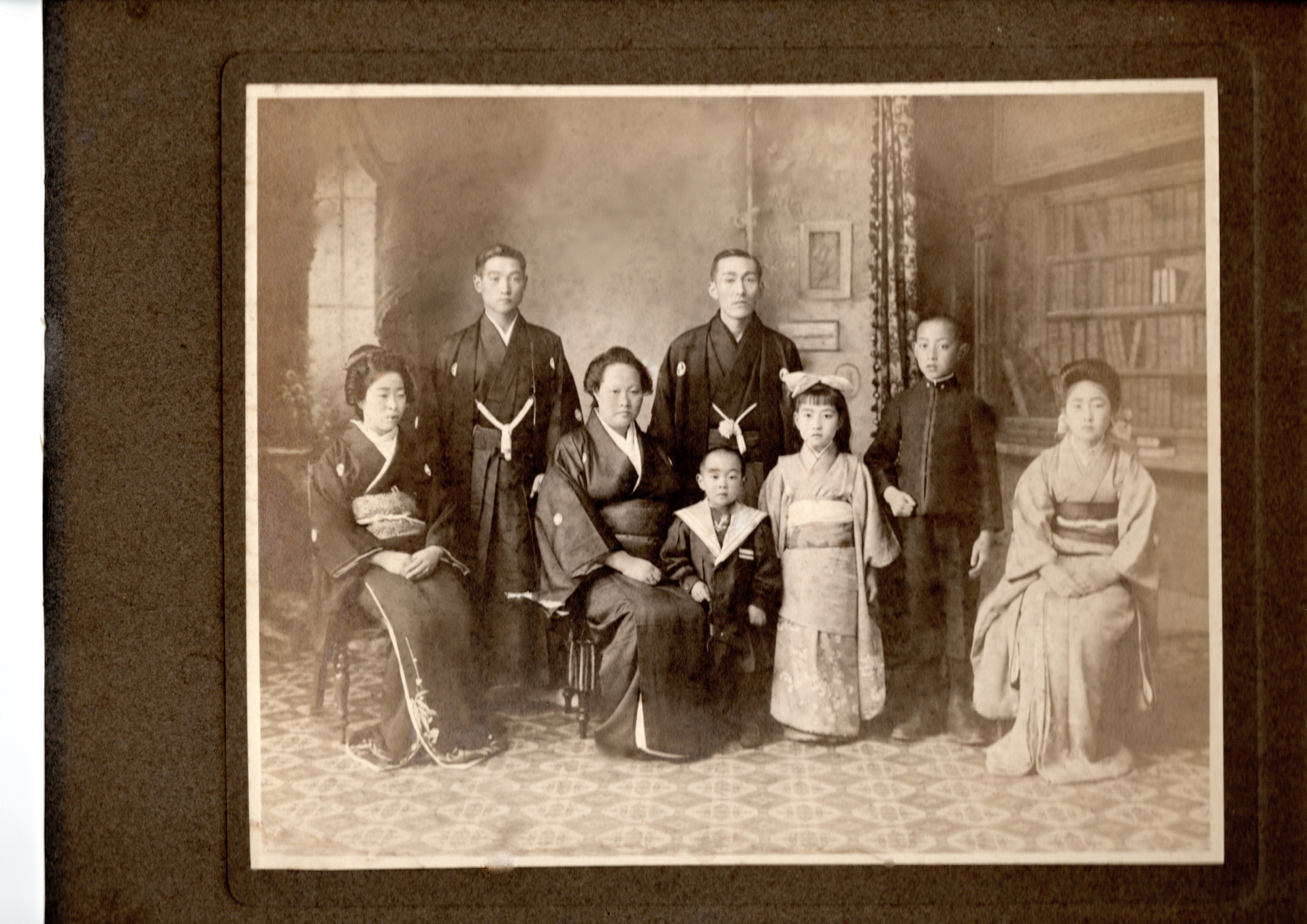
1911年(明治44年)当時。この7年後に合名会社設立。後列左三代目弥吾平、後列中央林豊三郎(5月18日撮影)

### 廃業
1937年（昭和12年）に日中戦争が始まると食糧事情も厳しくなり、酒造原料米も制限され、生産される酒の量も年々減少した。菊泉本店の酒の取扱量も激減したことで、営業が成り立たなくなり1944年（昭和19年）に廃業した。

### 復元
戦後、別邸だけが残り花井家の住居として利用されてきたが、1990年（平成2年）、函館市から伝統的建造物に指定されたのを機に、多くの観光客が供覧できるようにするためリノベーションを行った。中廊下右側の和室は、当時の別邸の趣きを残しつつ、和風建築の風情を引き立てるため囲炉裏を設置。左側は、書斎が洋室及びカウンターに改装され大正モダンの風情が楽しめるなど、和洋両方の風情を同時に楽しめる空間になった。また、旧菊泉本店の立体看板を復元することで、当時を彷彿とさせている。

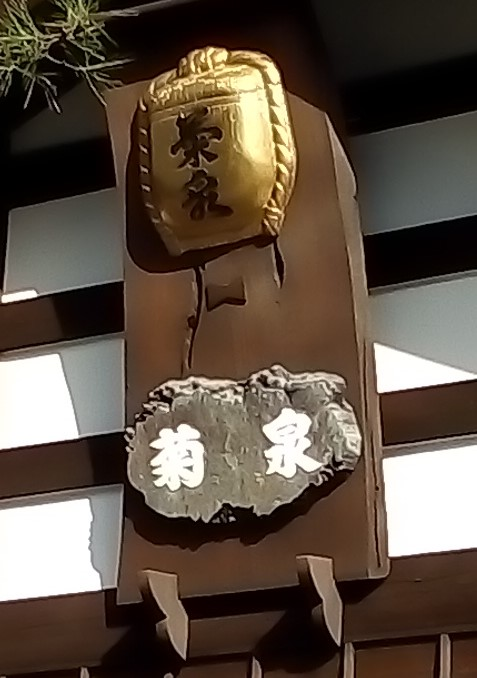
復元された立体看板

## 旧菊泉本店別邸
概要
1921年（大正10年）に建築された建物で、住居としては珍しい「中廊下型」のプランで、表から裏まで通り抜けられるようになっている。元々別邸は、旧函館区公会堂近くの元町13番地にあったが、1921年の函館大火により焼失したため、同年10月現在の14番地に再築された。
特徴
屋根を切り妻造り、外壁は腰壁部分と妻壁分の下部にささら子下見板張り、竪(たて)繁(しげ)格子(こうし)の横長出窓を配し、玄関の袖壁と妻壁は漆喰塗り、側面を南京下見板張りに仕上げている。また、妻側を正面に見せている和風平屋建ての建物はこの辺りでは数少ない貴重な建物である。

## 茶房菊泉

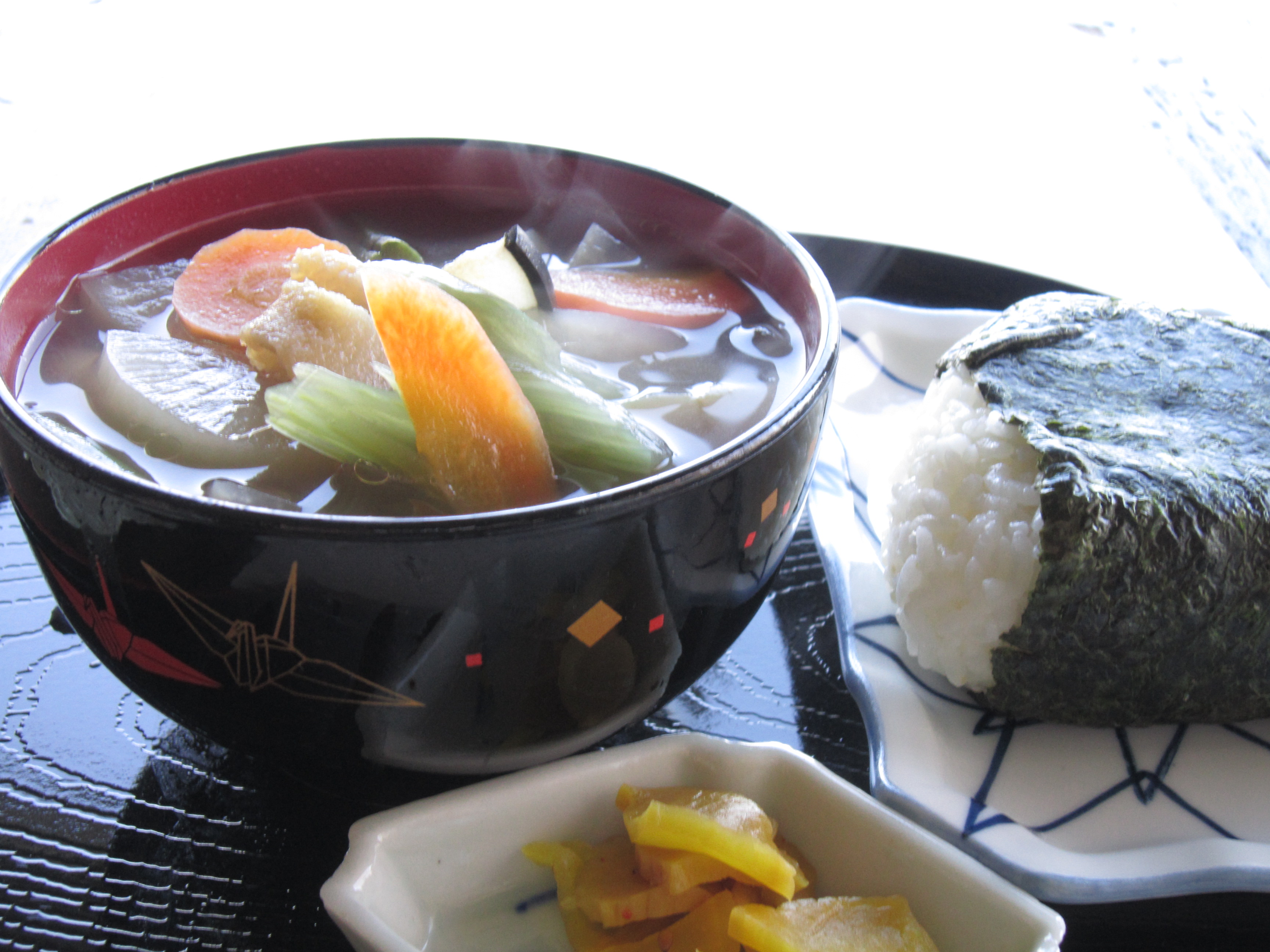
茶房菊泉で提供されていた『くじら汁とおにぎりのセット』

1999年（平成11年)の営業開始当初は、資料館とお休み処を兼ねた施設としてスタートしたが、その後2023年9月までは茶房として営業していた。とうふ白玉ぜんざいなどの甘味メニューの他、北海道の郷土料理のくじら汁その他軽食などを提供していたが、2023年9月17日に「一時閉店のお知らせ」を発表し、2023年9月20日をもって閉店した。お知らせ文には、経営体制の変更とリニューアル工事を実施する旨が記載されているが、再開時期やその他詳細については明かされていない。くじら汁は店内飲食だけでなく、テイクアウト販売、地方発送も行われていた。

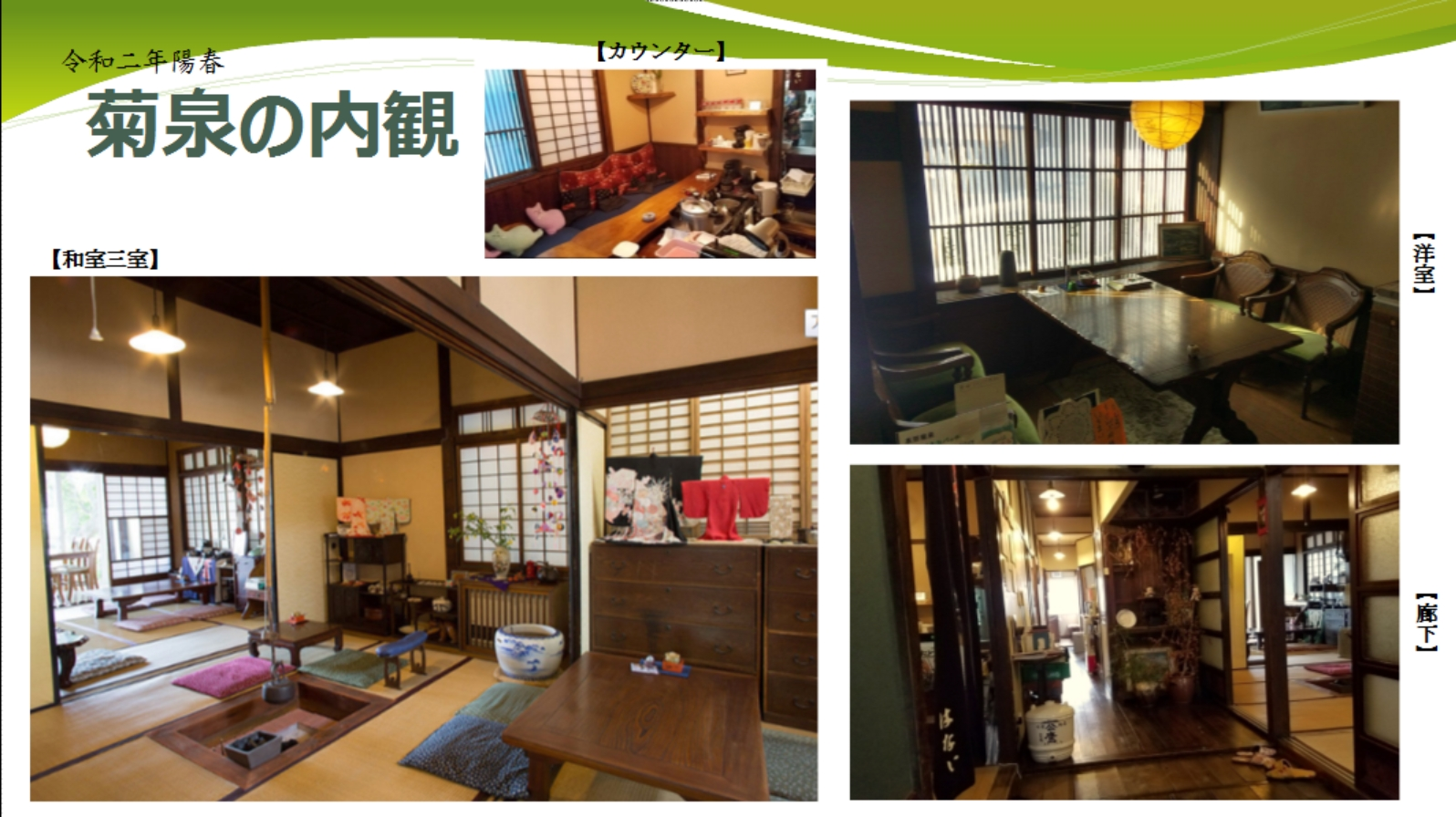

## アクセス
- 函館市電 末広町停留場下車徒歩5分
- 函館バス 元町下車徒歩5分
- 函館バス ロープウェイ前下車徒歩6分
- 函館帝産バス ホテルWBFグランデ函館前下車徒歩15分